# Ĭ

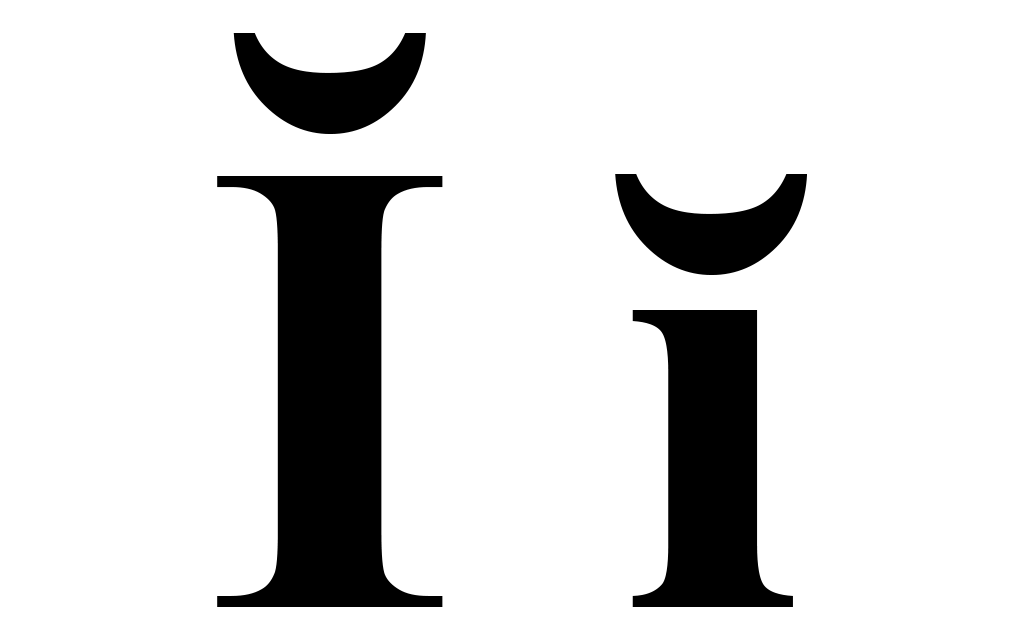
Bŏh Hră Ĭ

Ĭ (hay: ĭ), được gọi là I With caron có dấu trăng trên đầu chữ I, là một chữ cái Latinh được sử dụng trong văn bản của người Êđê.
1. ĭ upper case Ĭ
2. The letter i written with a breve.

## Biểu diễn Trên Máy Tính
| Ký Tự       | Ĭ                                           | Ĭ                                           | ĭ                                              | ĭ                                              |
| ----------- | ------------------------------------------- | ------------------------------------------- | ---------------------------------------------- | ---------------------------------------------- |
| Tên Unicode | Chữ I latin viết Hoa với dấu trăng trên đầu | Chữ I latin viết Hoa với dấu trăng trên đầu | Chữ i latin viết thường với dấu trăng trên đầu | Chữ i latin viết thường với dấu trăng trên đầu |
| Mã Hóa      | Số Thập Phân                                | hex                                         | Số Thập Phân                                   | hex                                            |
| Unicode     | 282                                         | U+012C                                      | 283                                            | U+012D                                         |
| UTF-8       |                                             | 0xC4 0xAC (c4ac)                            |                                                | 0xC4 0xAD (c4ad)                               |